# Савченки
Са́вченки — село в Україні, в Народицькій селищній територіальній громаді Коростенського району Житомирської області. Населення становить 0 осіб.

## Географія
Селом протікає річка Безіменна, ліва притока Норину.

## Історія
Виник у 1900-х рр. У 1906 році хутір Христинівської волості Овруцького повіту Волинської губернії. Відстань від повітового міста 16 верст, від волості 15. Дворів 6, мешканців 53. Статус села - з 1939 р.